# 2009 ワールド・ベースボール・クラシック アメリカ合衆国代表
2009 ワールド・ベースボール・クラシック アメリカ合衆国代表（2009 - アメリカがっしゅうこくだいひょう）は、2009年に開催された第2回ワールド・ベースボール・クラシックに出場した、野球のアメリカ合衆国代表チームである。

## 経緯
2008年8月の北京オリンピックで同国代表を銅メダルに導いた監督のデーブ・ジョンソンが、今大会でも引き続き指揮を執ったが、辞退者が続出し、ベストメンバーとは程遠いメンバーであった。

## 試合結果

### 第1ラウンド
第1試合（3月7日）＠ロジャース・センター（カナダ・オンタリオ州トロント）
| カナダ | 5－6 Box Score | アメリカ合衆国 |

|                      | 1 | 2 | 3 | 4 | 5 | 6 | 7 | 8 | 9 | R | H | E |
| -------------------- | - | - | - | - | - | - | - | - | - | - | - | - |
| カナダ (1敗)         | 1 | 0 | 1 | 0 | 0 | 1 | 1 | 0 | 1 | 5 | 7 | 1 |
| アメリカ合衆国 (1勝) | 0 | 1 | 0 | 3 | 0 | 2 | 0 | 0 | X | 6 | 9 | 0 |

1. 勝利：ラトロイ・ホーキンス (1勝)
2. セーブ：J.J.プッツ (1S)
3. 敗戦：マイク・ジョンソン (1敗)
4. 本塁打：[アメリカ合衆国] ケビン・ユーキリス1号、ブライアン・マッキャン1号、アダム・ダン1号 [カナダ] ジョーイ・ボット1号、ラッセル・マーティン1号
試合時間：2時間55分 観客：42,314人

第2試合（3月8日）＠ロジャース・センター
| アメリカ合衆国 | 15－6 Box Score | ベネズエラ |

|                                          | 1 | 2 | 3 | 4 | 5 | 6 | 7 | 8 | 9 | R  | H  | E |
| ---------------------------------------- | - | - | - | - | - | - | - | - | - | -- | -- | - |
| アメリカ合衆国 (2勝＝二次リーグ進出決定) | 0 | 0 | 0 | 2 | 0 | 8 | 1 | 3 | 1 | 15 | 16 | 0 |
| ベネズエラ (1勝1敗)                      | 0 | 0 | 1 | 2 | 0 | 2 | 0 | 0 | 1 | 6  | 13 | 0 |

1. 勝利：マット・リンドストロム (1勝)
2. 敗戦：ビクター・ザンブラーノ (1敗)
3. 本塁打：[アメリカ合衆国] ユーキリス2号、アダム・ダン2号、ライアン・ブラウン1号 [ベネズエラ] カルロス・ギーエン2号
試合時間：3時間39分 観客：13,094人

第3試合（3月8日）＠ロジャース・センター
| アメリカ合衆国 | 5－3 Box Score | ベネズエラ |

|                | 1 | 2 | 3 | 4 | 5 | 6 | 7 | 8 | 9 | R | H  | E |
| -------------- | - | - | - | - | - | - | - | - | - | - | -- | - |
| ベネズエラ     | 0 | 0 | 1 | 0 | 1 | 2 | 1 | 0 | 0 | 5 | 12 | 1 |
| アメリカ合衆国 | 0 | 0 | 0 | 1 | 0 | 0 | 0 | 2 | 0 | 3 | 7  | 0 |

1. 勝利：ジャン・グラナド (1勝)
2. 敗戦：ジェレミー・ガスリー (1敗)
3. 本塁打：[ベネズエラ] H.ブランコ1号 [アメリカ合衆国] クリス・アイアネッタ1号
試合時間：3時間8分 観客：12,358人

## 代表選手

### 最終ロースター
代表チームの最終ロースターは2009年2月24日に発表されたが、その後も選手の故障などのためメンバーの入れ替えが行われている。
| ポジション | 背番号 | 氏名                       | 所属球団                                   | 投 | 打 | 備考                             |
| ---------- | ------ | -------------------------- | ------------------------------------------ | -- | -- | -------------------------------- |
| 監督       | 5      | デーブ・ジョンソン         |                                            |    |    |                                  |
| コーチ     | 3      | ビリー・リプケン           |                                            |    |    |                                  |
| コーチ     | 8      | レジー・スミス             |                                            |    |    |                                  |
| コーチ     | 11     | バリー・ラーキン           |                                            |    |    |                                  |
| コーチ     | 20     | マイク・シュミット         |                                            |    |    |                                  |
| コーチ     | 27     | マーセル・ラッチマン       |                                            |    |    |                                  |
| コーチ     | 30     | メル・ストットルマイヤー   |                                            |    |    |                                  |
| 投手       | 22     | ジェイク・ピービー         | サンディエゴ・パドレス                     | 右 | 右 |                                  |
| 投手       | 23     | J.J.プッツ                 | ニューヨーク・メッツ                       | 右 | 右 |                                  |
| 投手       | 29     | マット・リンドストロム     | フロリダ・マーリンズ                       | 右 | 右 |                                  |
| 投手       | 31     | ブラッド・ジーグラー       | オークランド・アスレチックス               | 右 | 右 |                                  |
| 投手       | 33     | テッド・リリー             | シカゴ・カブス                             | 左 | 左 |                                  |
| 投手       | 34     | ジョン・グラボウ           | ピッツバーグ・パイレーツ                   | 左 | 左 |                                  |
| 投手       | 37     | マット・ソーントン         | シカゴ・ホワイトソックス                   | 左 | 左 |                                  |
| 投手       | 38     | ジョエル・ハンラハン       | ワシントン・ナショナルズ                   | 右 | 右 |                                  |
| 投手       | 39     | J.P.ハウエル               | タンパベイ・レイズ                         | 左 | 左 |                                  |
| 投手       | 42     | ラトロイ・ホーキンス       | ヒューストン・アストロズ                   | 右 | 右 |                                  |
| 投手       | 44     | ロイ・オズワルト           | ヒューストン・アストロズ                   | 右 | 右 |                                  |
| 投手       | 46     | ジェレミー・ガスリー       | ボルチモア・オリオールズ                   | 右 | 右 |                                  |
| 投手       | 51     | ジョナサン・ブロクストン   | ロサンゼルス・ドジャース                   | 右 | 右 |                                  |
| 投手       | 52     | ヒース・ベル               | サンティエゴ・パドレス                     | 右 | 右 |                                  |
| 投手       | 62     | スコット・シールズ         | ロサンゼルス・エンゼルス・オブ・アナハイム | 右 | 右 |                                  |
| 捕手       | 16     | ブライアン・マッキャン     | アトランタ・ブレーブス                     | 右 | 左 |                                  |
| 捕手       | 26     | クリス・アイアネッタ       | コロラド・ロッキーズ                       | 右 | 右 |                                  |
| 内野手     | 1      | ジミー・ロリンズ           | フィラデルフィア・フィリーズ               | 右 | 両 |                                  |
| 内野手     | 2      | デレク・ジーター           | ニューヨーク・ヤンキース                   | 右 | 右 |                                  |
| 内野手     | 4      | デビッド・ライト           | ニューヨーク・メッツ                       | 右 | 右 |                                  |
| 内野手     | 6      | ブライアン・ロバーツ       | ボルチモア・オリオールズ                   | 右 | 両 | ペドロイアに代わり追加招集       |
| 内野手     | 7      | マーク・デローサ           | クリーブランド・インディアンス             | 右 | 右 |                                  |
| 内野手     | 10     | チッパー・ジョーンズ       | アトランタ・ブレーブス                     | 右 | 両 | 2次ラウンドで負傷離脱            |
| 内野手     | 13     | エバン・ロンゴリア         | タンパベイ・レイズ                         | 右 | 右 | ジョーンズに代わり追加招集       |
| 内野手     | 15     | ダスティン・ペドロイア     | ボストン・レッドソックス                   | 右 | 右 | 2次ラウンドで負傷離脱            |
| 内野手     | 21     | ケビン・ユーキリス         | ボストン・レッドソックス                   | 右 | 右 | のち東北楽天ゴールデンイーグルス |
| 外野手     | 17     | アダム・ダン               | ワシントン・ナショナルズ                   | 右 | 左 |                                  |
| 外野手     | 18     | ライアン・ブラウン         | ミルウォーキー・ブルワーズ                 | 右 | 右 |                                  |
| 外野手     | 28     | カーティス・グランダーソン | デトロイト・タイガース                     | 右 | 左 |                                  |
| 外野手     | 50     | シェーン・ビクトリーノ     | フィラデルフィア・フィリーズ               | 右 | 両 |                                  |

### 予備ロースター
予備ロースター（一次登録メンバー）は、2009年1月19日に発表された。このリストに登録された選手のうち、大会出場を辞退した選手は除外する。
| ポジション | 氏名                       | 所属球団                       | 投 | 打 | 備考         |
| ---------- | -------------------------- | ------------------------------ | -- | -- | ------------ |
| 投手       | ジョーイ・デバイン         | オークランド・アスレチックス   | 右 | 右 |              |
| 投手       | チャド・クオルズ           | アリゾナ・ダイヤモンドバックス | 右 | 右 |              |
| 投手       | ジョージ・シェリル         | ボルチモア・オリオールズ       | 左 | 左 |              |
| 投手       | ジャスティン・バーランダー | デトロイト・タイガース         | 右 | 右 |              |
| 捕手       | A・J・ピアジンスキー       | シカゴ・ホワイトソックス       | 右 | 左 |              |
| 捕手       | ブライアン・シュナイダー   | ニューヨーク・メッツ           | 右 | 左 | 第1回WBC代表 |
| 内野手     | エバン・ロンゴリア         | タンパベイ・レイズ             | 右 | 右 | 途中参加     |
| 内野手     | ブライアン・ロバーツ       | ボルチモア・オリオールズ       | 右 | 両 | 途中参加     |

### 辞退選手
ロースターに登録されていた選手
- ジョン・ダンクス（シカゴ・ホワイトソックス / 左投手）：予備ロースターに登録されていたが、MLBレギュラーシーズンへ向けての調整を優先するため辞退[1]。
- ブラッド・ホープ（コロラド・ロッキーズ / 外野手）：2月24日発表の最終ロースターに登録されていたが、その後オープン戦で左手を4針縫う怪我をしたため辞退することに[2]。
- スコット・カズミアー（タンパベイ・レイズ / 左投手）：本人は出場を希望し、当初は予備ロースターにも名を連ねていたが、左ひじの違和感から2008年のMLBレギュラーシーズン通算で44日間故障者リスト入りしており、球団から出場辞退を要請される[3]。
- ジョン・ラッキー（ロサンゼルス・エンゼルス / 右投手）：本人は出場を希望し、当初は予備ロースターにも名を連ねていたが、右上腕三頭筋を痛めて2008年のMLBレギュラーシーズンを開幕から6週間欠場していたことを理由に球団がラッキーの出場を許可せず[4]。
- デレク・リー（シカゴ・カブス / 一塁手）：予備ロースターに登録されていたが、自分が控えであることを代表チームから知らされたため、MLBレギュラーシーズンへ向けての調整を優先することに[5]。
- ライアン・ラドウィック（セントルイス・カージナルス / 外野手）：予備ロースターに登録されていたが、MLBレギュラーシーズンへ向けての調整を優先するため辞退[6]。
- ジョー・ネイサン（ミネソタ・ツインズ / 右投手）：2月24日発表の最終ロースターに登録されていたが、その後スプリングトレーニングで肩を痛めたため辞退することに[7]。
- カルロス・クエンティン（シカゴ・ホワイトソックス / 外野手）：2008年9月1日に手首を故障し、その後のMLBレギュラーシーズンおよびポストシーズンを欠場したため、予備ロースターに登録されていたが辞退[8]。
- B.J.ライアン（トロント・ブルージェイズ / 左投手）：2月24日発表の最終ロースターに登録されていたが、その後調整不足を理由に辞退[9]。
- ジョー・ソーンダース（ロサンゼルス・エンゼルス / 左投手）：ラッキーの出場辞退によって予備ロースターに追加登録されたが、準備期間の短さを理由に辞退[10]。
- グレイディ・サイズモア（クリーブランド・インディアンス / 外野手）：2月24日発表の最終ロースターに登録されていたが、その後オープン戦で左足のつけ根を痛めたため辞退することに[11]。
- バーノン・ウェルズ（トロント・ブルージェイズ / 外野手）：予備ロースターに登録されていたが、大会出場に関して生じた傷害保険の問題が解決されなかったため、やむなく辞退に追い込まれる[12]。

ロースター発表前に辞退を表明した選手
- ジョシュ・ベケット（ボストン・レッドソックス / 右投手）：2008年のMLBレギュラーシーズン中に故障した箇所の治療を優先するため辞退[13]。
- ランス・バークマン（ヒューストン・アストロズ / 一塁手）：辞退理由は明らかにしていない[14]。
- A.J.バーネット（ニューヨーク・ヤンキース / 右投手）：2008年のMLBレギュラーシーズン終了後にトロント・ブルージェイズからヤンキースへ移籍。入団会見で出場拒否を表明[15]。
- ロイ・ハラデイ（トロント・ブルージェイズ / 右投手）：MLBレギュラーシーズンへ向けての調整を優先するため辞退[16]。
- コール・ハメルズ（フィラデルフィア・フィリーズ / 左投手）：MLBレギュラーシーズンへ向けての調整を優先するため辞退[17]。
- ジョシュ・ハミルトン（テキサス・レンジャーズ / 外野手）：MLBレギュラーシーズンへ向けての調整を優先するため辞退[18]。
- ライアン・ハワード（フィラデルフィア・フィリーズ / 一塁手）：MLBレギュラーシーズンへ向けての調整を優先するため辞退[19]
- クリフ・リー（クリーブランド・インディアンス / 左投手）：MLBレギュラーシーズンへ向けての調整を優先するため辞退[20]。
- ブラッド・リッジ（フィラデルフィア・フィリーズ / 右投手）：2006年の前回大会出場後にMLBレギュラーシーズンで不振に陥ったことや、第2子が生まれた直後であることを理由に辞退[17]。
- ティム・リンスカム（サンフランシスコ・ジャイアンツ / 右投手）：今大会だけでなく2013年開催予定の第3回大会以降にも、2009年3月の段階では出場する意思はないという[21]。
- ニック・マーケイキス（ボルチモア・オリオールズ / 外野手）：夫人の第1子出産予定日が大会期間と重なるため辞退[22]。
- ジョー・マウアー（ミネソタ・ツインズ / 捕手）：2008年のシーズン終了後に腎臓手術を受けたため、リハビリを優先し辞退[23]。
- ジョナサン・パペルボン（ボストン・レッドソックス / 右投手）：MLBレギュラーシーズンへ向けての調整を優先するため辞退[24]。
- アレックス・ロドリゲス（ニューヨーク・ヤンキース / 三塁手）：両親がドミニカ共和国人で、自身はアメリカ合衆国で生まれたため、両国それぞれの出場資格を満たしている。前回大会には米国代表として出場したが、今大会はドミニカ共和国代表を選択[25]。
- CC・サバシア（ニューヨーク・ヤンキース / 左投手）：2008年のMLBレギュラーシーズン終了後にブルワーズからヤンキースへ移籍。新チームに慣れることを優先し辞退[15]。
- マーク・テシェイラ（ニューヨーク・ヤンキース / 一塁手）：2008年のMLBレギュラーシーズン終了後にエンゼルスからヤンキースへ移籍。新チームに慣れることを優先し辞退[26]。
- ブランドン・ウェブ（アリゾナ・ダイヤモンドバックス / 右投手）：MLBレギュラーシーズンへ向けての調整を優先するため辞退[27]。
- ダン・ウィーラー（タンパベイ・レイズ / 右投手）：前回大会出場も登板機会がほとんどなかったため、今回はMLBレギュラーシーズンへ向けての調整を優先する意向[28]。